# Ugo D'Andrea
Ugo D'Andrea (L'Aquila, 14 settembre 1893 – Roma, 11 aprile 1979) è stato un giornalista, saggista e politico italiano.

## Biografia
Prese parte alla prima guerra mondiale, venendo insignito di due medaglie di bronzo e due croci di guerra. Dopo la laurea in scienze amministrative ed economiche, nel 1919 si iscrisse al partito fascista e iniziò a lavorare come giornalista per alcune pubblicazioni nazionaliste, quali Politica, Il Mezzogiorno e L'Idea Nazionale. Divenuto amico e collaboratore di Giuseppe Bottai, anche per sua intercessione divenne redattore del Giornale d'Italia e in seguito dell'EIAR (l'ente radiofonico di Stato). Fu firmatario del manifesto degli intellettuali fascisti e collaborò alla prima stesura dell'Enciclopedia italiana, di cui compilò la voce dedicata al nazionalismo.
Alla fine della seconda guerra mondiale continuò l'attività giornalistica con lo pseudonimo Filippo Giolli, collaborando per oltre 25 anni con il quotidiano Il Tempo. Abiurò le sue precedenti posizioni ideologiche e politiche, entrando nel Partito Liberale Italiano e ricoprendo i ruoli di assessore all'urbanistica di Roma dal 1955 al 1961 e di senatore per due legislature, dal 1963 al 1972.